# Zhu Biao
Zhu Biao (朱标; Zhū Biāo), född 1355, död 1392, var under den kinesiska Mingdynastin Hongwu-kejsarens äldste son och kronprins. I januari 1368 i samband med att Hongwu-kejsaren grundade Mingdynastin utsåg han Zhu Biao till kronprins.

## Biografi
Zhu Biao var en mild och lugn man som var lärd i litteratur och historia och hängiven konfucianismen. Hongwu-kejsaren var orolig att Zhu Biao skulle bli en alltför mild kejsare, men lät honom ändå förbli kronprins. Med sin andra fru Lü (吕) fick Zhu Biao sonen Zhu Yunwen.
Zhu Biao avled i maj 1392 när hans far fortfarande var i livet, varefter Hongwu-kejsaren några månader senare gjorde Zhu Biaos son Zhu Yunwen till kronprins. Zhi Yunwen efterträdde 1398 Hongwu-kejsaren som Jianwen-kejsaren. Zhi Biao fick postumt titeln prins Yiwen (懿文太子) kort efter sin död. I mars 1399 fick Zhu Biao av sin då regerande son även titeln kejsar Xiaokang (孝康皇帝) och tempelnamnet Xingzong (兴宗).
Zhu Biaos yngre bror Zhu Di tog 1402 makten från Jianwen-kejsaren och gjorde sig själv till Yongle-kejsaren.